# Gröfelhof
Gröfelhof je naselje v Občini Eržen v Okraju Špital ob Dravi  na Koroškem v Avstriji.